# Åslaug Haga

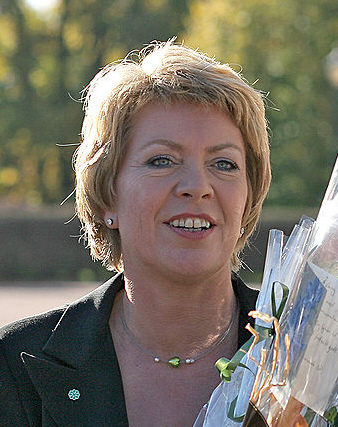
Åslaug Marie Haga (2005)

Åslaug Marie Haga (* 21. Oktober 1959 in Nes) ist eine norwegische Politikerin der Senterpartiet (Sp) und Exekutivdirektorin des Welttreuhandfonds für Kulturpflanzenvielfalt. Davor war sie die Kulturministerin (1999–2000), Kommunal- und Regionalministerin (2005–2007) sowie Öl- und Energieministerin (2007–2008) ihres Landes.

## Ausbildung, diplomatischer Dienst und Politik
Haga studierte Politikwissenschaften an der Universität Oslo, wo sie mit einem Master abschloss.  Sie ging in den diplomatischen Dienst ihres Landes und arbeitete in der norwegischen Delegation bei den Vereinten Nationen  in New York in den späten 1980er-Jahren und in der norwegischen Botschaft in der indischen Hauptstadt New Delhi in den frühen 1990er-Jahren.
1997 wurde Haga Staatssekretärin im norwegischen Außenministeriums. Von 1999 bis 2000 war sie Ministerin für Kultur und Kirchenangelegenheiten unter Ministerpräsident Kjell Magne Bondevik. 2001 wurde sie für den Wahlkreis Akershus Mitglied im norwegischen Parlament (Storting) und 2005 wiedergewählt. Als 2003 ihre Senterpartiet (Zentrums-Partei) in der Opposition war, wurde sie Parteivorsitzende. Sie änderte den Kurs der Partei nach links, was schließlich 2005 zur ersten Koalition der Zentrumspartei mit der Arbeiderpartiet  unter Führung von Jens Stoltenberg und der Sosialistisk Venstreparti von Kristin Halvorsen in Norwegen führte. In dieser sogenannten rot-grünen Koalition wurde Haga als Nachfolgerin von Erna Solberg Ministerin für Kommunales und Regionalentwicklung. Im September 2007 wurde sie Nachfolgerin von Odd Roger Enoksen als Öl- und Energieministerin. Am 19. Juni 2008 trat sie sowohl von ihrem Ministeramt wie dem Parteivorsitz zurück. Ihren Rücktritt begründete Haga mit gesundheitlichen Problemen. Zuvor hatte sie jedoch im Kreuzfeuer der Medien gestanden, weil ein Bootssteg an ihrem Wochenendhaus ohne Genehmigung errichtet und die Vermietung eines Nebengebäudes ihres Privathauses dem Finanzamt nicht korrekt angegeben worden war. Nachfolger in ihrem Ministeramt wurde Terje Riis-Johansen. Als Parteivorsitzende der Zentrumspartei folgte ihr Liv Signe Navarsete.

## Gesellschaftspolitisches Engagement
Von  2009 bis 2011 war Haga Direktorin für erneuerbare Energien beim norwegischen Industrieverband. Von 2009 bis 2013 leitete sie den Vorstand des Norsk institutt for naturforskning  (NINA). Von 2011 bis 2013 war sie Generalsekretärin der Norwegian Air Ambulance, der größten Freiwilligenorganisation Norwegens.

## Welttreuhandfonds für Kulturpflanzenvielfalt
Haga war von 2013 bis 2019 in der Nachfolge von Cary Fowler Exekutivdirektorin des Welttreuhandfonds für Kulturpflanzenvielfalt (engl. Global Crop Diversity Trust - Crop Trust), einer internationalen Organisation mit Sitz in der UN-Stadt Bonn. Der Crop Trust arbeitet an der Erhaltung der weltweiten Biodiversität im Bereich der Nahrungs- und Nutzpflanzen und erarbeitet regionale Erhaltungsstrategien (Global Crop Conservation Strategies) für ausgewählte Nutzpflanzen.
Mit der norwegischen Regierung und dem Nordic Genetic Resource Center (NordGen) betreibt der Crop Trust den Svalbard Global Seed Vault, einer Genbank, die als Sicherheitsreserve für existierende Saatgut-Genbanken auf der Insel Svalbard (Spitzbergen) errichtet wurde.
Seit Januar 2020 ist Stefan Schmitz (Geowissenschaftler) Exekutivdirektor des Crop Trust.